# William Carmichael
William Carmichael (ur. ok. 1739 w Maryland, zm. 9 lutego 1795 w Madrycie) – amerykański dyplomata.
W 1776 Kongres Kontynentalny uczynił go secret agent we Francji, by pomagał innemu dyplomacie Silasowi Deane'owi. Potem w 1777 roku był amerykańskim posłem w Berlinie. Do USA powrócił w lutym 1778 roku.
Od 1779 członek legacji dyplomatycznej USA w Hiszpanii. Jego przełożonym był minister pełnomocny John Jay.
Reprezentował USA przy dworze madryckim w latach 1782–1794 jako Chargé d’affaires, którym został automatycznie po wyjeździe Johna Jaya z Hiszpanii. Carmichael musiał w 1794 przestać pełnić swe funkcje z powodu choroby. Zmarł w Hiszpanii 9 lutego 1795 roku.

## Literatura
- Samuel Gwynn Coe, The Mission of William Carmichael to Spain